# Hofstätten an der Raab
Hofstätten an der Raab – gmina w Austrii, w kraju związkowym Styria, w powiecie Weiz. Według danych Austriackiego Urzędu Statystycznego liczyła 2140 mieszkańców (1 stycznia 2015).